# Jacob Dinc
Jacob Dinc, född 20 februari 1986 i Enschede, Nederländerna, är en syriansk sångare. Jacobs första album, Slomo U Seyno, spelades in i Turkiet och släpptes den 13 maj 2005. Jacobs första uppträdande var framför 500 personer i Enchede vid åldern 15. Detta banade så småningom väg för Jacobs etablering som artist och han har därefter uppträtt i åtskilliga bröllop och evenemang.